# Francisco de Almeida (vice-rei da Índia)
Dom Francisco de Almeida (Lisboa, c. 1450 – Baía de Saldanha, 1 de março de 1510) foi um militar português e um explorador, homem de guerra e organizador notável, com vitórias e excelentes atos de administração. Primeiro vice-rei da Índia (1505-1509), nasceu em Lisboa por volta de 1450, filho dos primeiros condes de Abrantes, Lopo de Almeida e Beatriz (ou Brites) da Silva, filha de Pedro Gonçalves Malafaia, rico homem, vedor da fazenda e embaixador a Castela. Seus pais casaram no ano de 1442 .
Foi criado na corte de Afonso V, onde se fez notar pelo seu espírito militar ao serviço dos reis católicos na conquista de Granada. Sabe-se que era homem da confiança de D. João II e que participou na Batalha de Toro, quando o rei português interferiu na sucessão de Castela.

## No Oriente

### Partida de Portugal
D. Lourenço de Almeida, seu filho, já lutava em África, em Tânger — com D. João de Menezes, capitão de Arzila, e D. Rodrigo de Monsanto, capitão de Tânger. Como Tristão da Cunha estava doente e cego, o rei mandou chamar D. Francisco de Almeida a Coimbra, onde estava com seu irmão (tio?, segundo o Ano Histórico) D. Jorge, Bispo de Coimbra, filho de D. Lopo de Almeida, primeiro conde de Abrantes. Assim, D. Francisco foi enviado para a Índia por D. Manuel I na qualidade de vice-rei, com todos os poderes para que pudesse impor o domínio português no Oceano Índico. Com ele partiram 1 500 soldados em 25 de março de 1505 levados em 16 naus e 6 caravelas — tinha como capitães D. Francisco, D. Fernando de Sá, Fernão Soares, Rui Freire, Vasco d'Abreu, João da Nova, Pêro de Anaia, Sebastião de Sousa, Diogo Correia, Pêro Ferreira Fogaça, 
Antão Gonçalves (século XVI), Lopo Sanchez, Filipe Rodrigues, Lopo de Deus, João Ferrão, Antão Gonçalves, Fernão Bermudez. Das caravelas eram capitães Gonçalo Vaz de Goes, Gonçalo de Paiva, Lucas da Fonseca, Lopo Chanoca, João Homem e Antão Vaz. D Lourenço de Almeida e o pai aceitaram as muitas mercês sem fazer dúvidas por ter o Rei dado primeiro a Tristão da Cunha. No Regimento, o primeiro que se dava, constava: que fizesse no caminho fortaleza em Çofala, fazendo amizade com o xeque local; que partisse de Quíloa fazer outra, tratando o rei como amigo — inimigo, só se resistisse. Partisse para Cochim; que fizesse sempre crua guerra ao Rei de Calecute, mas que aos de Cochim e de Cananor favorecesse.
D Francisco partiu de Belém em 25 de março de 1505 para o porto de Dale, na costa da Guiné; chegou a Quíloa em 23 de julho, véspera do dia do Apóstolo Santiago; coroou Maomé Anconije Rei de Quíloa «em cadafalso emparamentado de panos de ouro e de seda, pondo-lhe coroa de ouro na cabeça» e fê-lo jurar de ser leal aos Reis de Portugal e ser seu vassalo, e o coroou e lhe entregou o Reino, do que mandou fazer instrumentos públicos em língua arábica e portuguesa.
Seguiu como política conquistar praças e erguer fortalezas que assegurassem a presença e o domínio portugueses. Assim, tomou Quíloa e incendiou Mombaça, na costa oriental de África; na Índia, construiu fortalezas em Cananor e Cochim. Num ataque dos mouros em Chaul (1508) é morto seu filho D. Lourenço de Almeida, do que se vinga com a vitória naval da Batalha de Diu sobre o sultão do Egito Mirocém em 1509.
Diz o cronista: «Partiu de Quíloa na véspera do bem aventurado São Lourenço, em 9 de agosto, para Mombaça, que já se havia armado com muita artilharia assentada no muro e 4 mil soldados. Na véspera da Assunção de Nossa Senhora, mandou incendiar a cidade, e entraram nela recebendo grande dano de pedras, zagunchos e lanças d'arremesso. Saqueou-a e ardeu toda. Não pode ir ver o Rei de Melinde por força do vento, e partiu em 27 de agosto. O de Onor e o alcaide d Cintacora mandaram pedir paz e a concedeu, mas o d Onor a quebrou e foi desbaratado. Depois chegou a Cananor e se chamou Vice-Rei. Mandou o filho à ilha de Maldiva, a 50 léguas de Cochim, e percorreu a costa do Malabar, onde desbaratou armada do Rei de Calecute e desfez a fortaleza Danchediva.»
D. Lourenço de Almeida seu filho, porém, morreu no rio de Chaul com mais de 80 portugueses. Sua morte foi heroica: ferido, sentado numa cadeira e amarrado ao mastro, comandou seus homens até que uma segunda bombarda lhe roubasse a vida. Depois que morreu seu filho Lourenço de Almeida em Chaul, o carácter de seu pai mudou para vingativo e cruel; entregou com relutância o governo a Afonso de Albuquerque.
Na saborosa língua dos cronistas, «pelas naus de Jorge d'Aguiar, em 1508, D Francisco recebeu cartas de el-rei mandando entregar a governança da Índia a Afonso de Albuquerque. Partiu de Cananor para Diu em 12 de dezembro, em busca d Mirocém, capitão do sultão ou soldão de Babilónia, com 19 velas: pelejou contra ele e contra a armada de Calecute e de Miliquias, senhor de Dio ou Diu, e os venceu e desbaratou. Acertou pazes com Miliquias e partiu para Cochim.»
Graças ao seu valor como homem do mar e governante esclarecido e incorruptível, o domínio português no Oriente torna-se completo. Quando, após ser substituído no cargo de vice-rei da Índia por Afonso de Albuquerque, regressou a Portugal em 1510, morreu numa escaramuça com indígenas perto do Cabo da Boa Esperança.
Contam as crónicas que «depois de entregar o governo, partiu de Cochim para Cananor em 19 de novembro de 1509; velejou no primeiro dia de dezembro e foi ter à aguada de Saldanha junto do Cabo da Boa Esperança, onde o mataram os negros naturais da terra, que chamam cafres. Tendo tirado o barbote, lhe deram com um zaguncho de ferro na garganta que lha atravessou de parte a parte — de dor, caiu de joelhos no chão com as mãos na haste para a arrancar, mas sentindo que se afogava, as levantou para o céu e sem poder dar outro sinal de católico cristão caiu morto, junto do qual mataram os cafres Diogo Pires, que fora aio de seu filho.
No seu túmulo, em Abrantes, está escrito: «Aqui jaz D. Francisco de Almeida, primeiro Vice-rei da Índia, que nunca mentiu nem fugiu.» António Barbosa Bacelar (autor morto em Lisboa em 1663), escreveu sua vida no estilo de Virgílio.
Toda a nobreza o pranteou, pois sendo ainda mancebo se distinguira nas guerras do Rei de Granada, quando o rei D. Fernando de Aragão e a Rainha D. Isabel de Castela venceram os mouros. «Tanto assim que D Fernando, ao saber de sua morte, foi muito anojado, retraendo-se como se fora pessoa de seu sangue real. Foi além de bom cavaleiro, mui prudente e sagaz, bem assombrado e grave em sua prática acerca das coisas da India e foi de opinião que quanto mais fortalezas o rei tivesse, mais fraco seria, a força com que se havia de senhorear a India era no mar. D. Francisco foi escolhido para governar a India como Vice-Rei porque era valente soldado, hábil almirante, sobretudo estadista. Político lucido, perspicaz e forte, foi sábio administrador, feitor inteligente, em 14 de agosto de 1505 foi ajustar contas antigas com o sultão de Mombas e lhe arrasou a cidade. Mas fez construir fortalezas em Quilua, Kananor, Andjediva, e aumentar a de Katschi.»

### Apreciação
Escreveu ao rei D. Manuel uma carta que é dos documentos mais importantes da história portuguesa:
"Toda nossa força seja no mar, desistamos de nos apropriar da terra. As tradições antigas de conquista, o império sobre Reis tão distantes não convêm. Destruamos estas gentes novas (árabes, afegãs, etíopes, turcomanos) e assentemos as velhas e naturais desta terra e costa: depois iremos mais longe. Se o que queremos são os produtos da Índia, o nosso império marítimo assegurará o monopólio português contra o turco e o veneziano. Imponhamos pesados tributos, exageremos o preço das licenças (cartazes) para as naus dos mouros navegarem nos mares da Índia e isso as expulsará. Que tenhamos fortalezas ao longo da costa mas apenas para proteger as feitorias porque a verdadeira segurança delas estará na amizade dos rajas indígenas por nós colocados nos seus tronos, por nossas armadas defendidos. Substituamo-nos ao turco e abandonemos a ideia de conquista para não padecermos das moléstias de Alexandre.»
E mais, segundo Cassiano Neves: «Torno a lembrar a Vossa Alteza que nunca sereis bem servido enquanto vossos oficiais de justiça e Fazenda forem tratantes mercadores.»
As guerras eram agora contra venezianos e turcos, com esquadra poderosa no mar Vermelho, com pólvora — cruel temeridade. Quando D. Lourenço de Almeida, seu filho, morreu em Chaul (Tschala), fora batido pela esquadra egípcia, a armada do Morocem, capitão-mor do sultão ou Soldão do Grã Cairo e da Babilónia, como se dizia no tempo. Tal esquadra descera do Mar Vermelho, deitando âncora em Diu, na costa do Guzarate. D. Francisco subia ao longo da costa deixando atrás de si rasto de cinzas e sangue. Batalha indescritível entre os pavilhões da cruz e do crescente, disputando com furor o saque da Índia, naus vomitando fogo, artilharia de águias, sacres e falcões, pedreiras que arrojavam balas de granito, berços, camelos, colubrinas e esperas, mosqueteiros despejando surriadas de balas. Cena de carnagem que o almirante vice-rei assistiu do chapitéu de sua nau e, percebendo que lhe faltava o filho, «se foi assentar na tolda com um lenço na mão, que não podia estancar as lágrimas que lhe corriam.» Ao passar diante de Kananor, saltou à terra para celebrar vitória mas para acabar de vingar a morte do filho, mandou amarrar os prisioneiros às bocas das bombardas e os crânios e os membros despedaçados dos infelizes iam cair na cidade como pelouros.
O «Ano Histórico» descreve a batalha para vingar a morte do filho na barra de Diu, onde se achavam 200 velas de Mirorém, general do sultão do Cairo, de Melique e do Çamori — uns pelejavam corpo a corpo a botes de lança, a golpes de espada; outros ao longe com armas de arremesso. O zonido das balas atroava os ouvidos e elas despedaçavam os corpos. Muitos, arrojando-se ou sendo arrojados ao mar, lutavam ao mesmo tempo com as ondas e com a morte. A água se via convertida em sangue, o ar em fogo. Tudo confusão medonha, tudo horror, tudo assombro, tudo estrago: durou o conflito das 11 horas da manhã até as duas da noite. Dos nossos morreram pouco mais de 30, dos mouros mais de 1 500. Chegavam à corte noticias pérfidas de seus excessos, e o esperava a masmorra de Duarte Pacheco: porém na viagem de volta ao reino deu à costa da Cafraria e foi morto pelos negros às pedradas e zagunchadas.
Seu plano de governação, por ser sábio era quimérico: pois que a Índia era uma loucura. Outro motivo: uma das suas justas exigências era a proibição do comércio aos soldados, magistrados e capitães. O domínio não era saque: era protecção armada a um comércio franco por um lado, monopólio de Estado ou apanágio da Coroa por outro. Mas, fleumático e pontual, D. Francisco mandava relatórios comerciais como um correspondente a seu patrão em Génova ou Veneza. Cuidadoso e até hábil mercador, dava ao Rei minuciosas informações dos gêneros, preços e pesos. Mas Albuquerque, em Ormuz ou Hormuz, Goa e Malaca, assentou em terra firme os limites do Império que para D. Francisco devia vogar flutuante sobre as ondas…
Os governadores seguintes seriam Afonso de Albuquerque, em 1509; Lopo Soares de Albergaria, em 1515; Diogo Lopes de Sequeira em 1518; D. Duarte de Menezes em 1521; o segundo vice-rei Vasco da Gama em 1524; D. Henrique de Menezes em 1524; Lopo Vaz de Sampaio, em 1526; Nuno da Cunha em 1529; o terceiro vice-rei D. Garcia de Noronha em 1539 (em cujo verbete há curiosa observação sobre os ALMEIDAS); D Estêvão da Gama, em 1540; Martim Afonso de Sousa, em 1542; o quarto vice-rei seria D. João de Castro, em 1545, e outros mais.
Foi impressa uma nota de 500$00 Chapa 9 de Portugal com a sua imagem.

### Casamento e posteridade
Casou com dona Joana Pereira, filha de Vasco Martins Moniz, comendador de Panóias e Garvão na Ordem de Santiago.
- 1 - D. Lourenço de Almeida, citado acima.
- 2 - D. Leonor de Almeida, que casou duas vezes: com D. Rodrigo de Melo, conde de Tentúgal e 1.º Marquês de Ferreira; e com Francisco de Mendonça, falecido antes de 1510 (filho de Diogo de Mendonça, alcaide-mor de Mourão).[3] Com geração, de ambos os casamentos.
- 3 - D. Susana de Almeida, casada com Diogo de Barbuda, alcaide-mor do Castelo de Seia, com geração.[4]

### Ascendência[5]
|  |                                                                          |  |  |  |  |  |  |  |  |  |  |  |  |
|  | 8. Fernão Álvares de Almeida, Alcaide-mor de Abrantes                    |  |  |  |  |  |  |  |  |  |  |  |  |
|  |                                                                          |  |  |  |  |  |  |  |  |  |  |  |  |
|  |                                                                          |  |  |  |  |  |  |  |  |  |  |  |  |
|  | 4. Diogo Fernandes de Almeida, Alcaide-mor de Abrantes                   |  |  |  |  |  |  |  |  |  |  |  |  |
|  |                                                                          |  |  |  |  |  |  |  |  |  |  |  |  |
|  |                                                                          |  |  |  |  |  |  |  |  |  |  |  |  |
|  | 9. Leonor Gonçalves                                                      |  |  |  |  |  |  |  |  |  |  |  |  |
|  |                                                                          |  |  |  |  |  |  |  |  |  |  |  |  |
|  |                                                                          |  |  |  |  |  |  |  |  |  |  |  |  |
|  | 2. D. Lopo de Almeida, 1.º Conde de Abrantes                             |  |  |  |  |  |  |  |  |  |  |  |  |
|  |                                                                          |  |  |  |  |  |  |  |  |  |  |  |  |
|  |                                                                          |  |  |  |  |  |  |  |  |  |  |  |  |
|  | 10. D. Pedro da Guerra, filho do Infante D. João                         |  |  |  |  |  |  |  |  |  |  |  |  |
|  |                                                                          |  |  |  |  |  |  |  |  |  |  |  |  |
|  |                                                                          |  |  |  |  |  |  |  |  |  |  |  |  |
|  | 5. D. Brites Anes                                                        |  |  |  |  |  |  |  |  |  |  |  |  |
|  |                                                                          |  |  |  |  |  |  |  |  |  |  |  |  |
|  |                                                                          |  |  |  |  |  |  |  |  |  |  |  |  |
|  | 11. Maria Anes                                                           |  |  |  |  |  |  |  |  |  |  |  |  |
|  |                                                                          |  |  |  |  |  |  |  |  |  |  |  |  |
|  |                                                                          |  |  |  |  |  |  |  |  |  |  |  |  |
|  | 1. D. Francisco de Almeida                                               |  |  |  |  |  |  |  |  |  |  |  |  |
|  |                                                                          |  |  |  |  |  |  |  |  |  |  |  |  |
|  |                                                                          |  |  |  |  |  |  |  |  |  |  |  |  |
|  | 12. Gonçalo Peres (Malafaia), Senhor de Belas e Regedor da Casa do Cível |  |  |  |  |  |  |  |  |  |  |  |  |
|  |                                                                          |  |  |  |  |  |  |  |  |  |  |  |  |
|  |                                                                          |  |  |  |  |  |  |  |  |  |  |  |  |
|  | 6. Pedro Gonçalves Malafaia, Vedor da Fazenda e Embaixador a Castela     |  |  |  |  |  |  |  |  |  |  |  |  |
|  |                                                                          |  |  |  |  |  |  |  |  |  |  |  |  |
|  |                                                                          |  |  |  |  |  |  |  |  |  |  |  |  |
|  | 13. Maria Anes                                                           |  |  |  |  |  |  |  |  |  |  |  |  |
|  |                                                                          |  |  |  |  |  |  |  |  |  |  |  |  |
|  |                                                                          |  |  |  |  |  |  |  |  |  |  |  |  |
|  | 3. D. Brites da Silva                                                    |  |  |  |  |  |  |  |  |  |  |  |  |
|  |                                                                          |  |  |  |  |  |  |  |  |  |  |  |  |
|  |                                                                          |  |  |  |  |  |  |  |  |  |  |  |  |
|  | 14. João Gomes da Silva, Senhor de Vagos                                 |  |  |  |  |  |  |  |  |  |  |  |  |
|  |                                                                          |  |  |  |  |  |  |  |  |  |  |  |  |
|  |                                                                          |  |  |  |  |  |  |  |  |  |  |  |  |
|  | 7. Isabel Gomes da Silva                                                 |  |  |  |  |  |  |  |  |  |  |  |  |
|  |                                                                          |  |  |  |  |  |  |  |  |  |  |  |  |
|  |                                                                          |  |  |  |  |  |  |  |  |  |  |  |  |
|  | 15. Margarida Coelho, filha dos Senhores de Felgueiras                   |  |  |  |  |  |  |  |  |  |  |  |  |
|  |                                                                          |  |  |  |  |  |  |  |  |  |  |  |  |
|  |                                                                          |  |  |  |  |  |  |  |  |  |  |  |  |